# 한스 모건소
한스 요아힘 모건소(독일어: Hans Joachim Morgenthau, 1904년 ~ 1980년)는 독일계 미국인 국제정치학자이다. 고전적 현실주의 이론가로 유명하며, "국가 간의 정치(Politics amons nations)"를 주장하며 라인홀드 니부어, 조지 케넌, 한나 아렌트 등과 함께 당대를 대표하는 국제 관계 관련 학자로 명성을 얻었고, 이외에도 국제법 연구에서도 많은 업적을 쌓았다.
그의 현실주의 국제정치 이론은 특히 냉전 당시의 미국에서 동안 큰 지지를 받아 냉전 초기 미국 국무부의 자문 위원으로 활동하기도 했으며, 존 F. 케네디와 린든 B. 존슨이 대통령으로 있을 당시 다시 국무부의 자문 위원을 맡았으나 베트남 전쟁을 계기로 그만두었다.
저서로 <국가 간의 정치(Politics Among Nations)>가 있으며, <뉴리더(The New Leader)>, <뉴 리퍼블릭(The New Republic)>, <코멘터리(Commentary)> 등 다양한 정치 관련 잡지에 미국의 외교 정책에 관한 글을 기고하였다.

## 같이 보기
- 에드워드 핼릿 카
- 스티븐 월트